# Moai

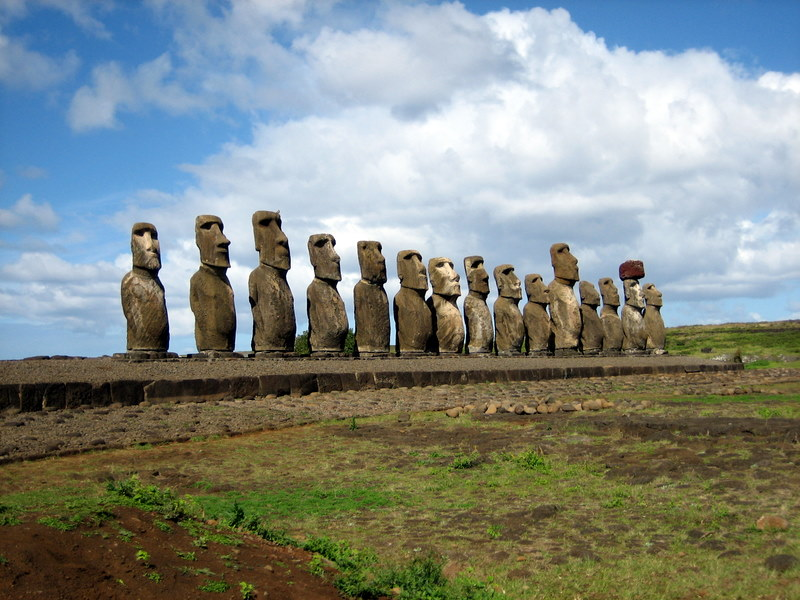
Moais a Ahu Tongariki, restaurats per l'arqueòleg xilè Claudio Cristino durant els anys 1990

Els moais són estàtues esculpides amb tuf de l'illa de Pasqua, a l'oest de Xile. Totes les estàtues són monolítiques, és a dir, esculpides en una sola peça. Els més de 600 moais coneguts estan distribuïts per tota l'illa. La majoria van ser esculpits en roca a la pedrera de Rano Raraku, on queden prop de 400 moais més en diferents fases de construcció. Sembla que la pedrera va ser abandonada de sobte i es van deixar estàtues a mig fer a la roca. Pràcticament, tots els moais acabats que es trobaven a la pedrera van ser posteriorment destruïts pels illencs natius en el període següent a l'aturada en la construcció.
Els primers navegants europeus que, al principi del segle xviii, van arribar a l'illa de Pasqua no podien creure's el que veien. En aquesta petita àrea de terra, van descobrir centenars d'estàtues enormes sobre la superfície de tota l'illa.

## Significat

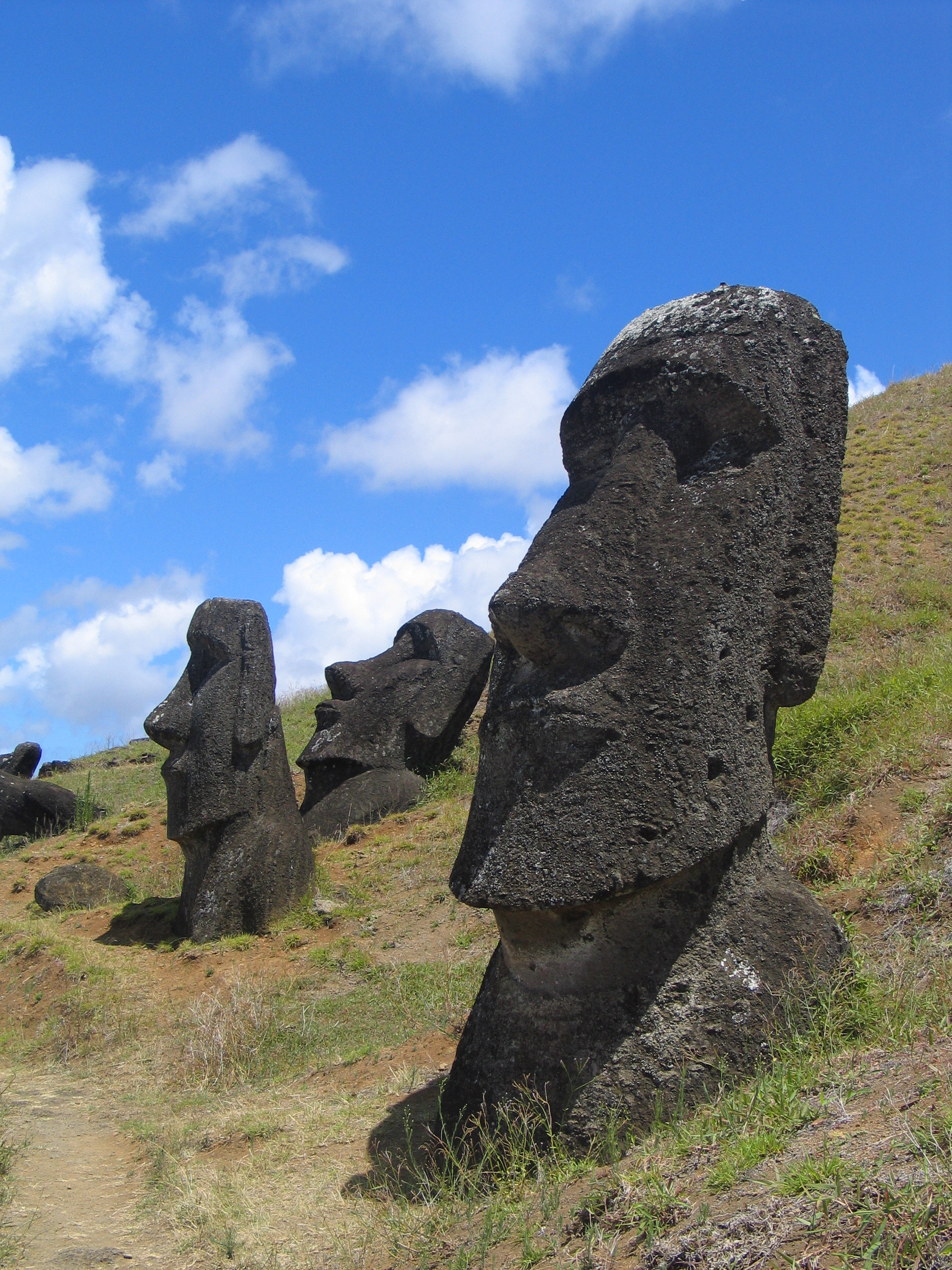
Moais a Rano Raraku

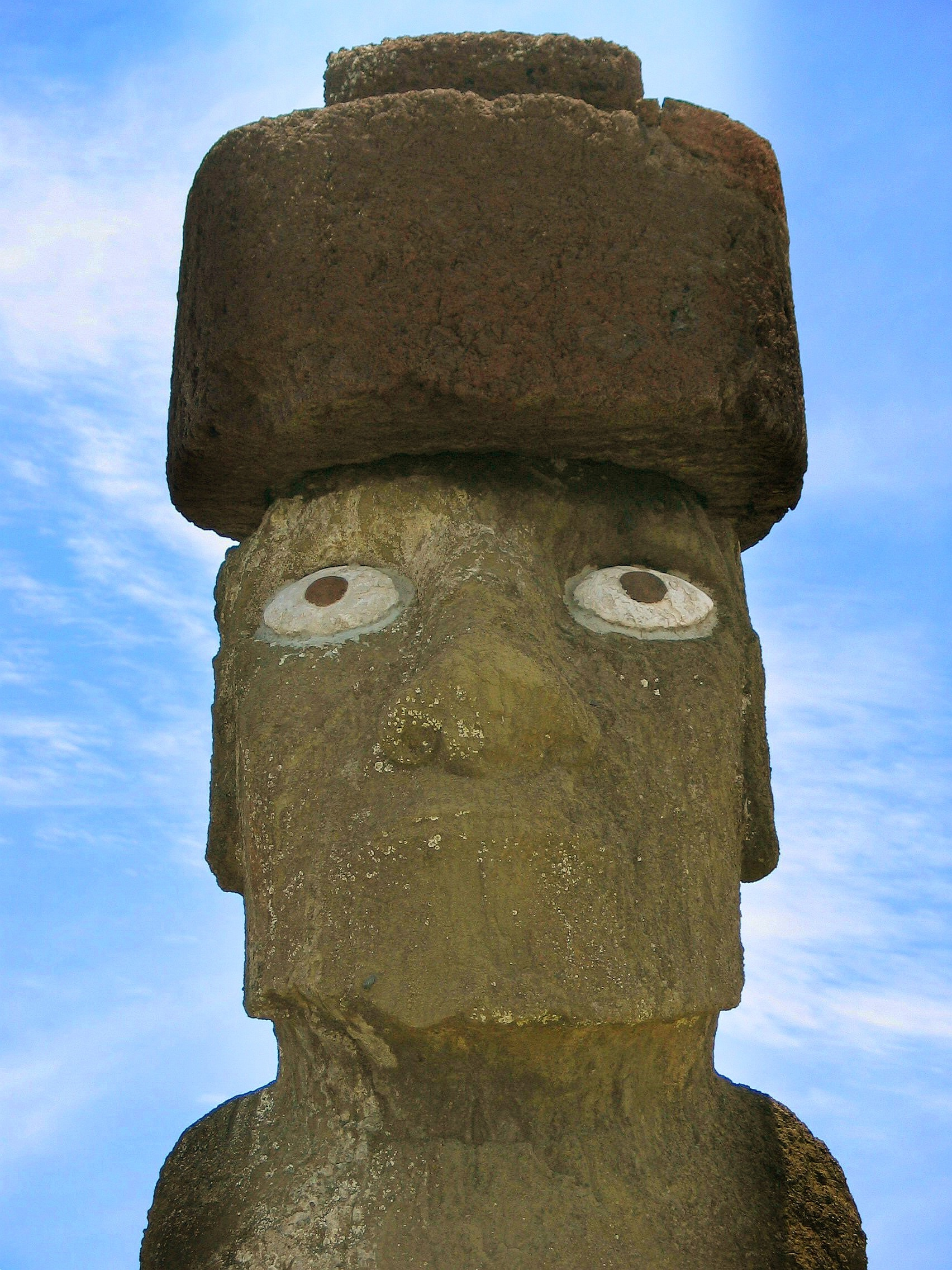
Moai amb ulls i barret reconstruïts

Mapa que mostra la ubicació dels moais a l'illa de Pasqua, Xile

El significat dels moais és encara incert i hi ha moltes teories al seu voltant. La teoria més comuna i acceptada explica que les estàtues van ser esculpides pels habitants polinesis de les illes fa almenys uns 500 anys, entre els segles xii i xvii, com a representacions d'avantpassats difunts (de manera que projectaren el seu raja o poder sobrenatural sobre els seus descendents) o potser personalitats importants que van viure en aquella època, a més a més de símbols d'un estatus familiar.
Havien de situar-se sobre els ahus (plataformes cerimonials), amb els rostres cap a l'interior de l'illa i, després d'encaixar-los uns ulls de corall o roca volcànica roja, es convertien en l’aringa ora ('rostre viu') d'un ancestre o kanohi ora o nga tupuna (rostre viu dels ancestres).

## Construcció
Els moais devien ser molt cars de construir: no només la talla de cada estàtua hauria necessitat diversos anys d'esforç, sinó que després havien de ser traslladats des de la pedrera fins a la seva ubicació final. No se sap exactament com eren traslladats els moais, però aquest procés segurament exigia l'ús de trineus o rodets de fusta.
Es creu que es van haver de remoure muntanyes senceres per crear-los. La roca volcànica, tan dura com el metall, va ser tallada amb facilitat i roques que pesen milers de tones eren llençades en diversos llocs on no van poder ser refinades. Avui en dia, encara es troben centenars d'estàtues enormes. En un principi, alguns d'aquests gegants portaven també un barret. Aquest fet no ajuda a resoldre el misteri, ja que pesaven més de 10 tones, es trobaven lluny de les estàtues i havien de ser aixecats a l'alçària adequada per poder col·locar-los sobre els caps dels moais. Avui en dia, els moais són l'atractiu turístic principal de l'illa de Pasqua.